# Negreta canosa
El negreta canosa és una espècie comuna dels ocells estríldids trobats a Àfrica. S'ha estimat que el seu hàbitat aconsegueix els 3.700.000 km² d'extensió.
Se la pot trobar a Angola, Benín, Camerun, República Centreafricana, Congo-Brazzaville, Congo-Kinshasa, Costa d'Ivori, Guinea Equatorial, el Gabon, Gàmbia, Ghana, Kenya, Nigèria, el Sudan, Tanzània, Togo, Uganda i Zàmbia. El seu estat de conservació segons la Llista Vermella és de baix risc (LC).